# Elodina definita
Elodina definita är en fjärilsart som beskrevs av James John Joicey och Talbot 1916. Elodina definita ingår i släktet Elodina och familjen vitfjärilar. Inga underarter finns listade i Catalogue of Life.